# Aphyllotus
Aphyllotus là một chi nấm trong họ Marasmiaceae. Đây là chi đơn loài, chứa một loài Aphyllotus campanelliformis.